# Порт-Бленфорд
Порт-Бленфорд (англ. Port Blandford) — містечко в Канаді, у провінції Ньюфаундленд і Лабрадор.

## Населення
За даними перепису 2016 року, містечко нараховувало 601 особу, показавши зростання на 24,4%, порівняно з 2011-м роком. Середня густина населення становила 11,9 осіб/км².
З офіційних мов обидвома одночасно володіли 5 жителів, тільки англійською — 595.
Працездатне населення становило 47,2% усього населення, рівень безробіття — 22% (20% серед чоловіків та 25% серед жінок). 96% осіб були найманими працівниками, а 0% — самозайнятими.
Середній дохід на особу становив $42 060 (медіана $28 992), при цьому для чоловіків — $63 672, а для жінок $20 941 (медіани — $45 504 та $19 360 відповідно).
30,5% мешканців мали закінчену шкільну освіту, не мали закінченої шкільної освіти — 39%, 31,4% мали післяшкільну освіту, з яких 9,1% мали диплом бакалавра, або вищий.
| Статево-вікова структура населення | Статево-вікова структура населення | Статево-вікова структура населення | Статево-вікова структура населення | Статево-вікова структура населення |
| ---------------------------------- | ---------------------------------- | ---------------------------------- | ---------------------------------- | ---------------------------------- |
|                                    |                                    |                                    |                                    |                                    |
| Всього                             | Всього                             | 47,5%52,5%                         |                                    |                                    |
| 0 — 14 років                       | 0 — 14 років                       |                                    | 11,7%                              | 11,7%                              |
| 15 — 64 років                      | 15 — 64 років                      |                                    | 60%                                | 60%                                |
| 65 і більше                        | 65 і більше                        |                                    | 28,3%                              | 28,3%                              |
| 85 і більше                        | 85 і більше                        |                                    | 1,7%                               | 1,7%                               |
| Середній вік (років)               | Середній вік (років)               | 49,849,9                           | 49,8                               | 49,8                               |
| Медіана (років)                    | Медіана (років)                    | 54,754,5                           | 54,6                               | 54,6                               |
| — чоловіки — жінки                 |                                    |                                    |                                    |                                    |

| Походження мешканців:     | Походження мешканців:     | Походження мешканців: | Походження мешканців: | Походження мешканців: |
| ------------------------- | ------------------------- | --------------------- | --------------------- | --------------------- |
| Походження                |                           |                       | осіб                  | %                     |
| Корінні американці        | Корінні американці        |                       | 15                    | 2.5%                  |
| Інше північноамериканське | Інше північноамериканське |                       | 435                   | 72.5%                 |
| Європейське               | Європейське               |                       | 220                   | 36.67%                |
| британське                | британське                |                       | 215                   | 35.83%                |
| французьке                | французьке                |                       | 10                    | 1.67%                 |
| українське                | українське                |                       | 10                    | 1.67%                 |

| Зайнятість населення за галузями (за класифікацією NOC): | Зайнятість населення за галузями (за класифікацією NOC): | Зайнятість населення за галузями (за класифікацією NOC): | Зайнятість населення за галузями (за класифікацією NOC): | Зайнятість населення за галузями (за класифікацією NOC): |
| -------------------------------------------------------- | -------------------------------------------------------- | -------------------------------------------------------- | -------------------------------------------------------- | -------------------------------------------------------- |
|                                                          |                                                          |                                                          |                                                          |                                                          |
| Бізнес, фінанси та адміністрування                       | Бізнес, фінанси та адміністрування                       |                                                          | 4,2%                                                     | 4,2%                                                     |
| Природничі та прикладні науки                            | Природничі та прикладні науки                            |                                                          | 4,2%                                                     | 4,2%                                                     |
| Охорона здоров'я                                         | Охорона здоров'я                                         |                                                          | 4,2%                                                     | 4,2%                                                     |
| Освіта, правозахист, муніципальні та урядові служби      | Освіта, правозахист, муніципальні та урядові служби      |                                                          | 4,2%                                                     | 4,2%                                                     |
| Мистецтво, культура, відпочинок та спорт                 | Мистецтво, культура, відпочинок та спорт                 |                                                          | 4,2%                                                     | 4,2%                                                     |
| Роздрібна торгівля та послуги                            | Роздрібна торгівля та послуги                            |                                                          | 27,1%                                                    | 27,1%                                                    |
| Гуртова торгівля, транспорт та обладнання                | Гуртова торгівля, транспорт та обладнання                |                                                          | 54,2%                                                    | 54,2%                                                    |
| Природні ресурси, сільське господарство                  | Природні ресурси, сільське господарство                  |                                                          | 4,2%                                                     | 4,2%                                                     |

## Клімат
Середня річна температура становить 4,5°C, середня максимальна – 19,7°C, а середня мінімальна – -12,2°C. Середня річна кількість опадів – 1 060 мм.
| Клімат поселення                              | Клімат поселення | Клімат поселення | Клімат поселення | Клімат поселення | Клімат поселення | Клімат поселення | Клімат поселення | Клімат поселення | Клімат поселення | Клімат поселення | Клімат поселення | Клімат поселення | Клімат поселення |
| Показник                                      | Січ.             | Лют.             | Бер.             | Квіт.            | Трав.            | Черв.            | Лип.             | Серп.            | Вер.             | Жовт.            | Лист.            | Груд.            |                  |
| Середній максимум, °C                         | −1,13            | −1,57            | 2,18             | 7,30             | 12,34            | 17,01            | 19,64            | 19,69            | 15,46            | 10,37            | 5,54             | 0,43             |                  |
| Середня температура, °C                       | −6,46            | −6,89            | −3,14            | 1,99             | 7,03             | 11,70            | 16,11            | 16,16            | 11,90            | 6,81             | 1,99             | −3,13            |                  |
| Середній мінімум, °C                          | −11,76           | −12,2            | −8,44            | −3,33            | 1,72             | 6,38             | 12,55            | 12,60            | 8,36             | 3,27             | −1,55            | −6,67            |                  |
| Норма опадів, мм                              | 99               | 92               | 84               | 80               | 74               | 86               | 81               | 83               | 98               | 98               | 89               | 96               |                  |
| Середньомісячна швидкість вітру, м/с          | 6.27             | 6.00             | 5.88             | 5.52             | 5.04             | 4.80             | 4.58             | 4.66             | 5.11             | 5.53             | 5.91             | 6.16             |                  |
| Середньомісячна сонячна радіація, кДж/м²·день | 3934             | 6876             | 10741            | 14121            | 17124            | 19048            | 18882            | 15892            | 11850            | 7034             | 4076             | 3004             |                  |
| --------------------------------------------- | ---------------- | ---------------- | ---------------- | ---------------- | ---------------- | ---------------- | ---------------- | ---------------- | ---------------- | ---------------- | ---------------- | ---------------- | ---------------- |
| Джерело:                                      |                  |                  |                  |                  |                  |                  |                  |                  |                  |                  |                  |                  |                  |